# Ove

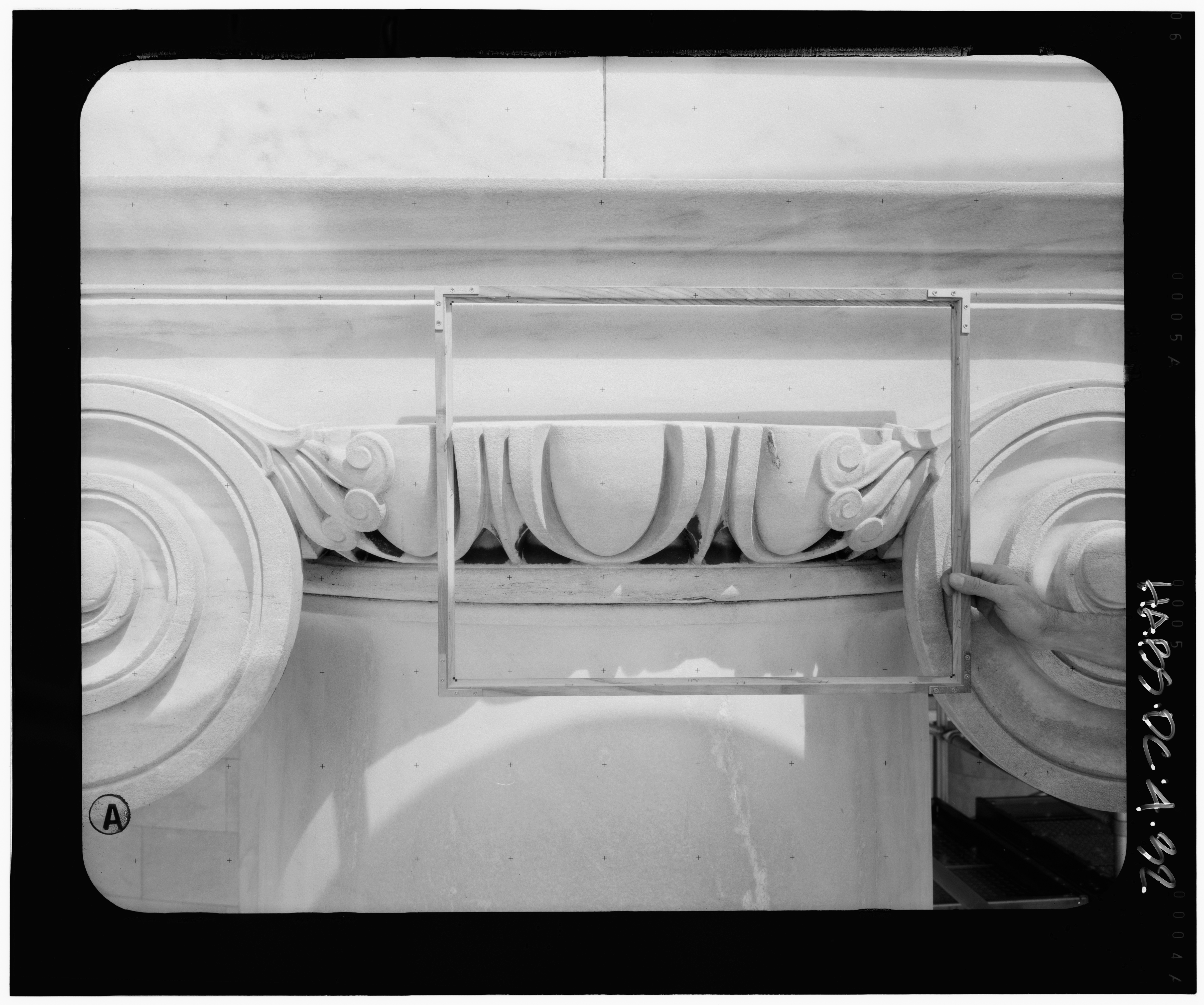
Mulură cu ove pe un capitel ionic de la Monumentul lui Jefferson

Ovele (singular ovă) sunt un model ornamental în formă de jumătăți de ouă, folosit de multe ori pentru decorarea cornișelor. Ovele sunt adesea prezentate în serie ca parte a unui motiv format din ove și vârfuri de săgeți între ele. Ovele sunt tipice ordinului ionic din arhitectura clasică, în special la nivelul capitelurilor.
Ornamentarea cu ove a capitelurilor ionice a fost aplicată de constructorii greci antici, găsindu-se în arhitectura greacă antică (de exemplu, la Erehteionul din Acropola Ateniană), fiind folosite mai târziu de romani, și continuă să fie aplicate capitelurilor clădirilor moderne construite în stiluri clasiciste (de exemplu, capitelurile ionice ale Monumentului lui Jefferson din Washington, D.C., sau cele ale Ateneului Român din București).

## Galerie

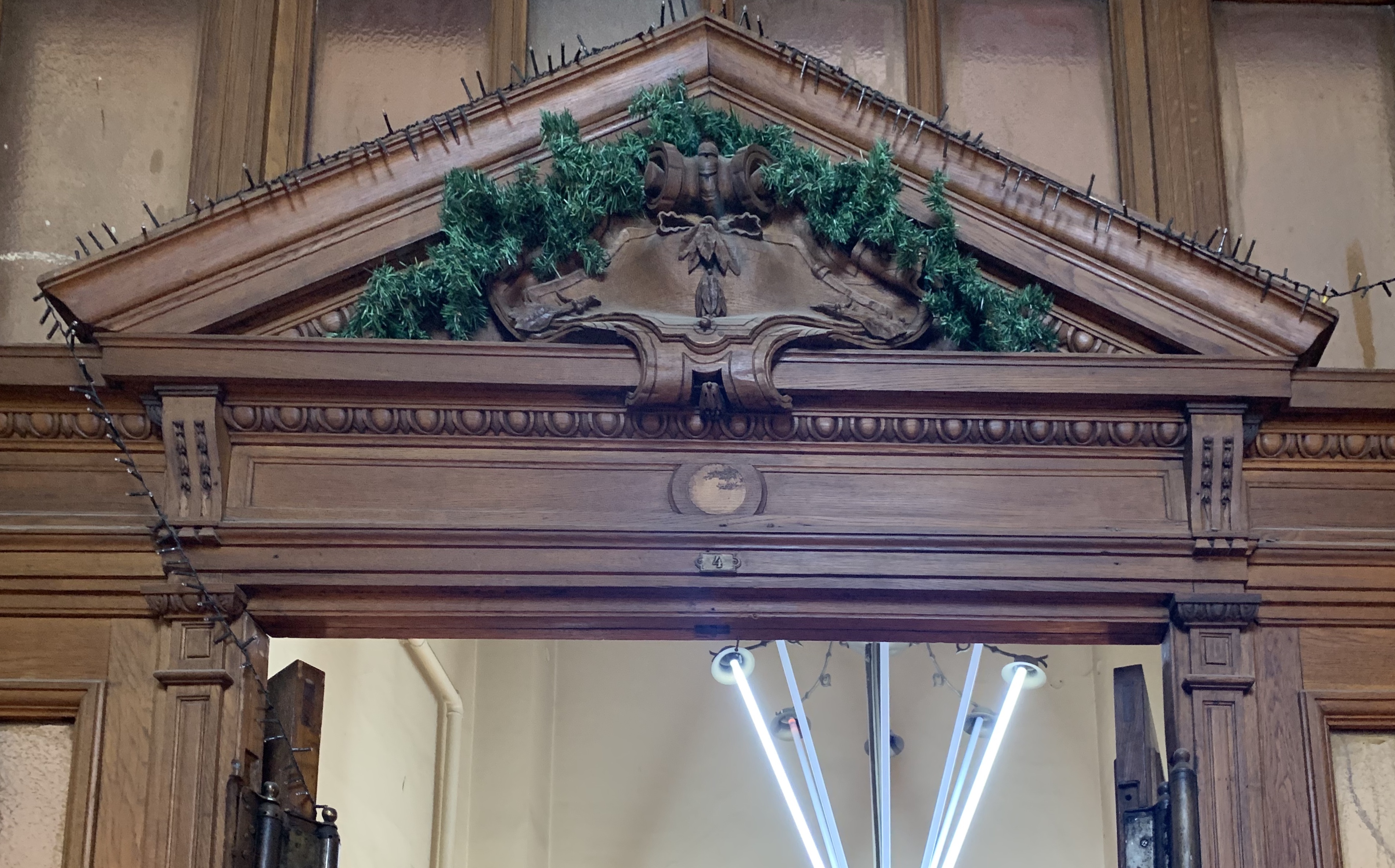
Ove sub un fronton, în Palatul Bursei din București
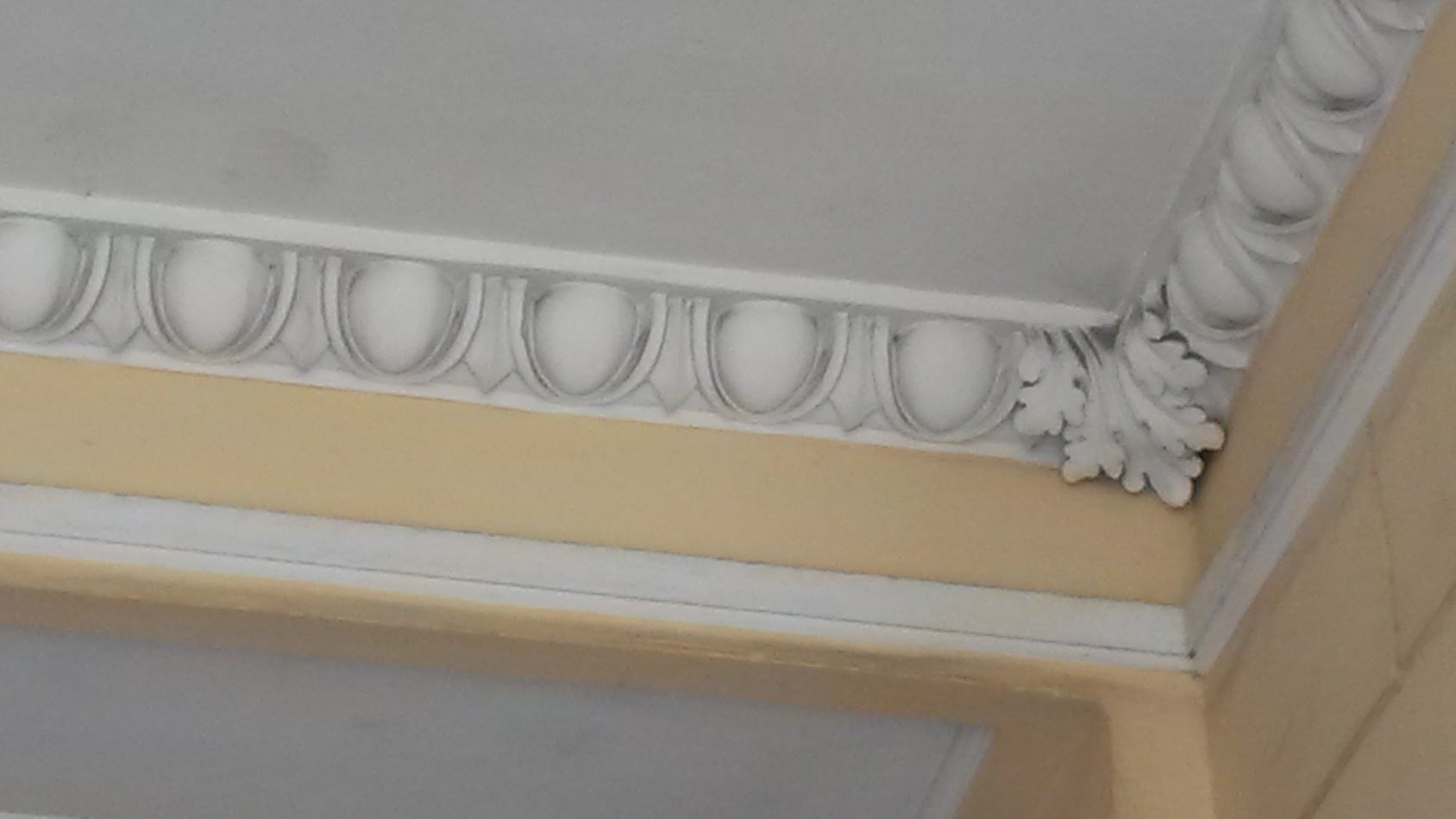
Ovele sunt folosite pentru decorarea exterioarelor și interioarelor
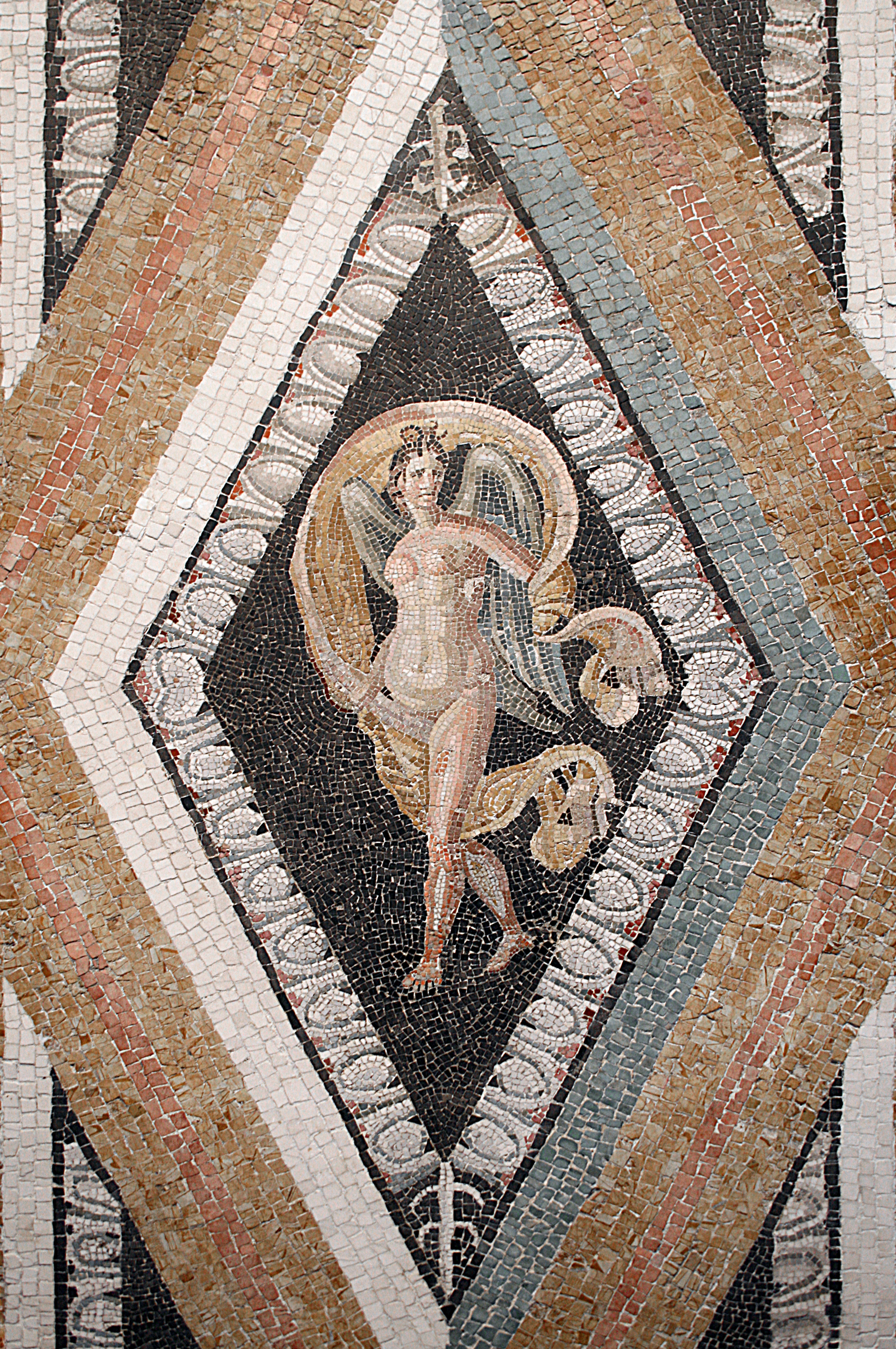
Mozaic roman cu ove pe margini, care o înfățișează pe zeița greacă antică Nike
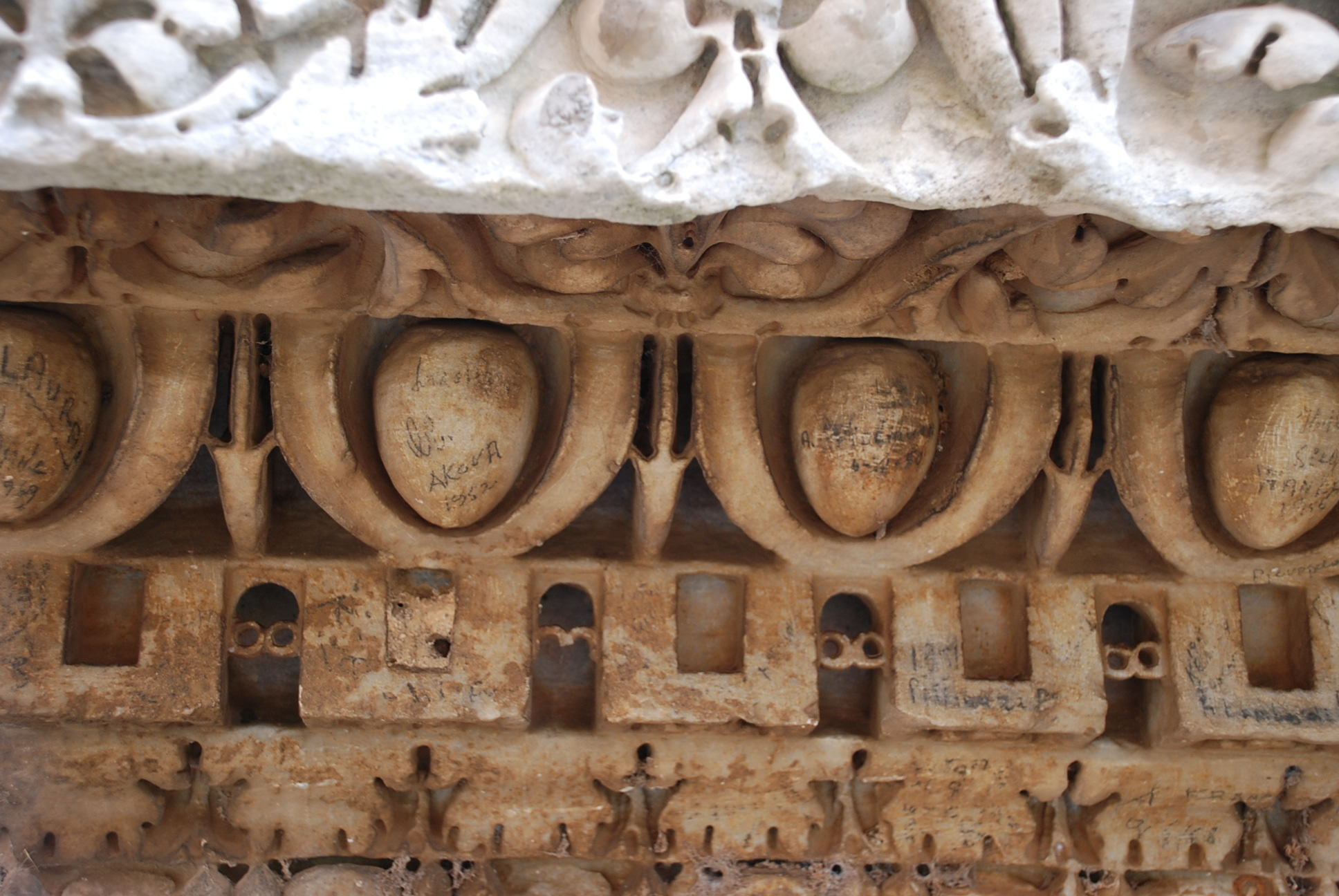
Ove la stiul Ostia din Italia
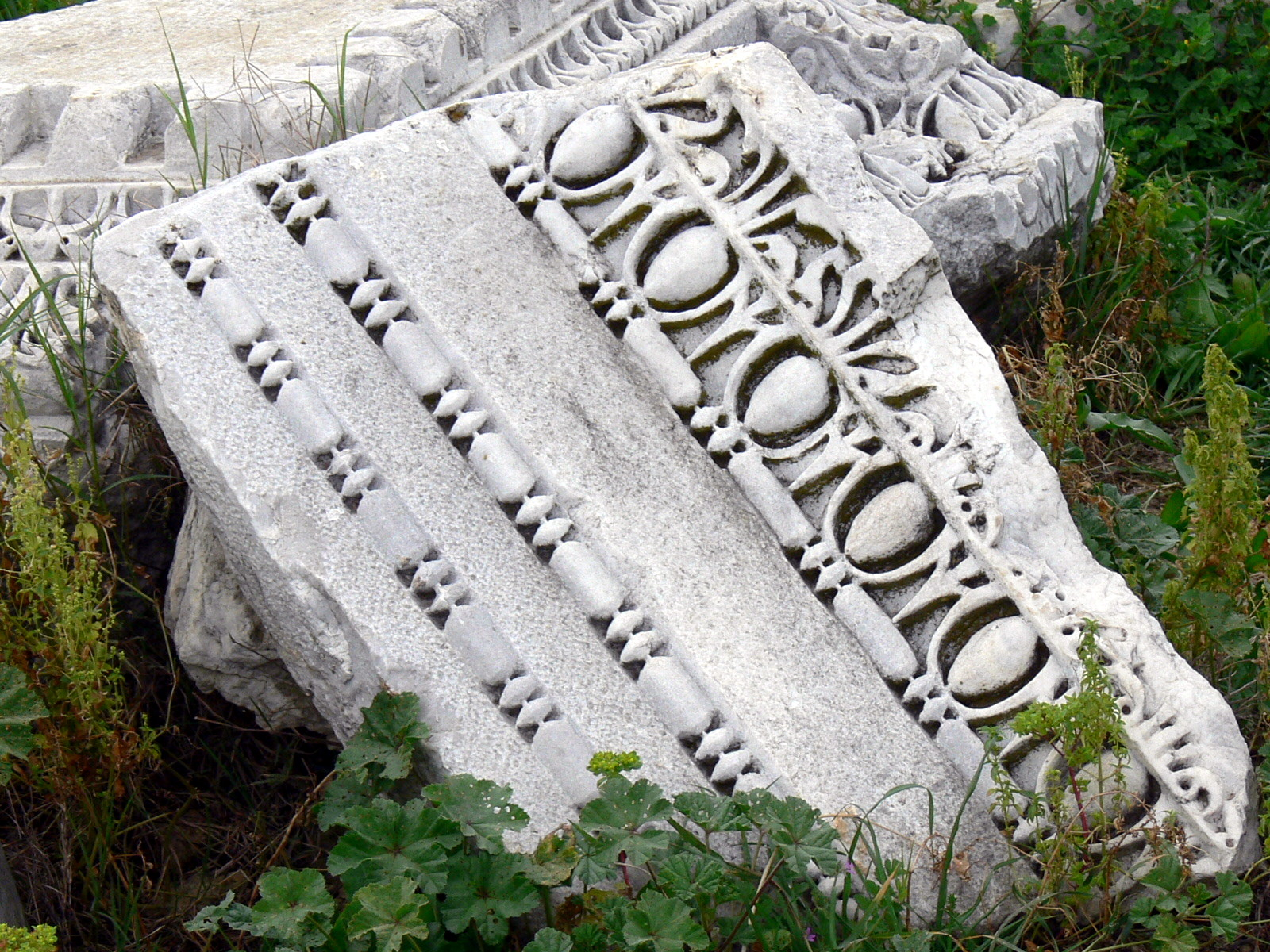
Fragment arhitectural cu ove în Antalya (Turcia)
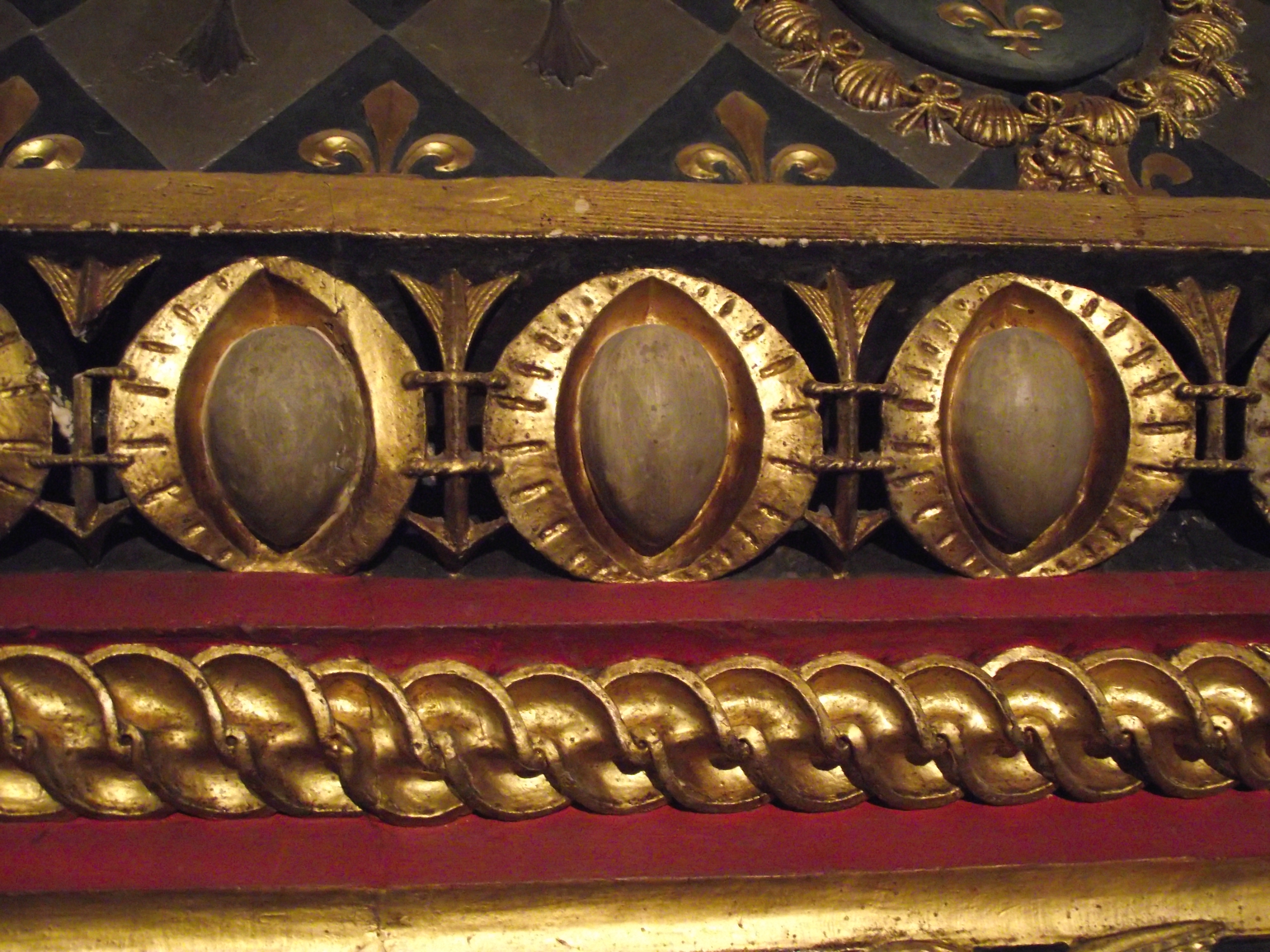
Ove în Hôtel d'Alluye din Blois (Loir-et-Cher, Franța)
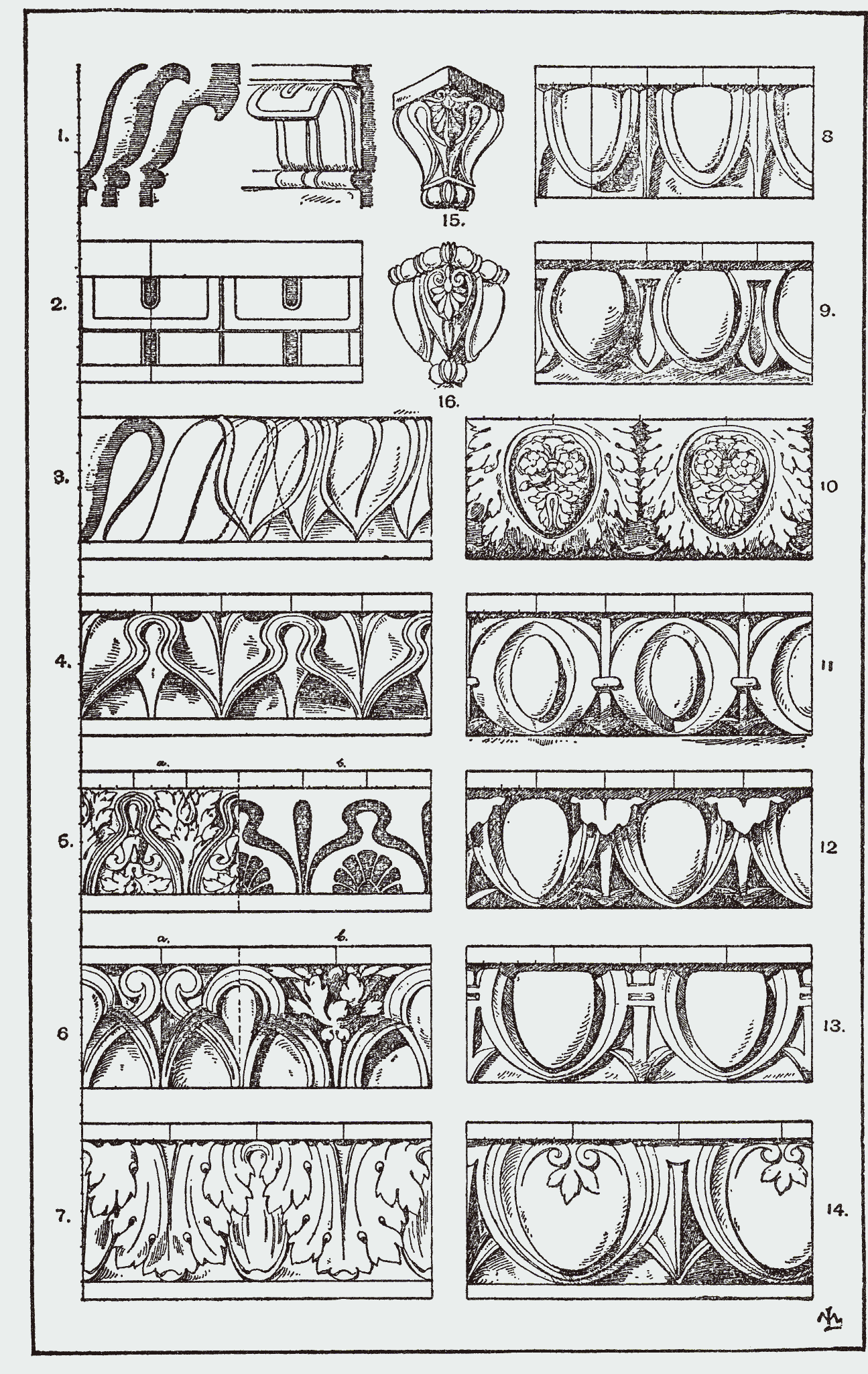
Ove (în partea dreaptă) din Meyer's Ornament